# Sphenogrypa syncosma
Sphenogrypa syncosma är en fjärilsart som beskrevs av Edward Meyrick 1920. Sphenogrypa syncosma ingår i släktet Sphenogrypa och familjen stävmalar. Inga underarter finns listade i Catalogue of Life.